# Mojón de Fierro

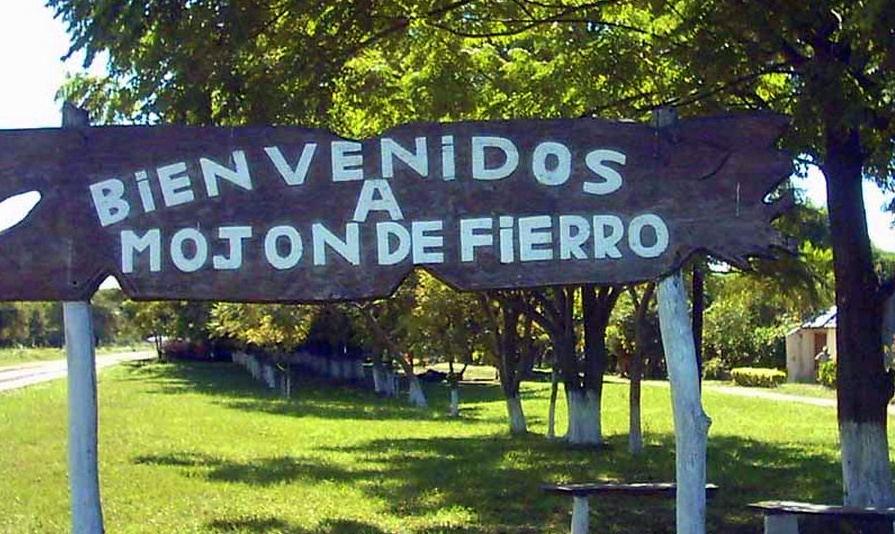
Señal de bienvenida al pueblo

Mojón de Fierro es una localidad y junta vecinal argentina de la provincia de Formosa, dentro del departamento Formosa.
Se encuentra unos 25 kilómetros al norte de la ciudad de Formosa.

## Clima
Es tropical sin estación seca y bastante como lo demuestran sus amplitudes térmicas. Las temperaturas oscilan entre los 35 °C  a 45 °C como absolutas en verano, pudiendo bajar hasta los 5 °C  en algunos días de invierno, por acción del viento pampero, con lluvias regulares durante todo el año, siendo las épocas de máxima precipitación las de otoño y primavera.
Con las lluvias que se producen, durante el año y dependiendo de los desagües el río puede llegar a desbordarse, dejando aislados a los pobladores de la zona y zonas aledañas, actualmente cuenta con nuevos habitantes, siendo estos la cuarta generación de los primeros colonizadores del lugar, familias traídas, por la enorme creciente, que dejó sin tierra firme a la ciudad de Payagua.

## Geografía
La zona es una de las más altas de todo el valle aluvional del río Paraguay, con suelos aptos para el desarrollo de actividades agrícolo-ganaderas, como así también de la pesca y la caza.

## Población
Cuenta con 1,131 habitantes (Indec, 2010), lo que representa un incremento del 14,2 % frente a los 990 habitantes (Indec, 2001) del censo anterior. Se estima que en algunos años pase a integrar un núcleo urbano dependiente funcionalmente de la ciudad de Formosa.
| Gráfica de evolución demográfica de Mojón de Fierro entre 1991 y 2010 |
|                                                                       |
| Fuente: Censos nacionales del INDEC                                   |